# Михеєво (Пустошкинський район)
Михеєво (рос. Михеево) — присілок в Пустошкинському районі Псковської області Російської Федерації.
Населення становить 7 осіб. Входить до складу муніципального утворення Щукинська волость.

## Історія
Від 2015 року входить до складу муніципального утворення Щукинська волость.

## Населення
| 2002 | 2010 |
| ---- | ---- |
| 8    | ↘7   |